# Stamper Peak
Stamper Peak är en bergstopp i Antarktis. Den ligger i Östantarktis. Nya Zeeland gör anspråk på området. Toppen på Stamper Peak är 2 180 meter över havet, eller 418 meter över den omgivande terrängen. Bredden vid basen är 4,1 km.
Terrängen runt Stamper Peak är kuperad åt sydväst, men åt nordost är den bergig. Trakten är obefolkad. Det finns inga samhällen i närheten.